# 台韓関係
台韓関係（たいかんかんけい）では、中華民国（台湾）と大韓民国の二国間関係について述べる。
1990年7月22日にサウジアラビアと断交して以来、中華民国（台湾）にとって、韓国はアジアにおける最後の修交国だった。両国は、第二次世界大戦後の独立以前、共に日本に国家併合され（日本統治時代の台湾、日本統治時代の朝鮮）、互いに元大日本帝国外地臣民として同様の文化を共有したことや反共主義を国是としていた開発独裁国家であったなど、歴史的な背景が似ている。こうした背景から関係は深く、1950年代初頭に韓国が食糧不足に直面した時には中華民国が食糧支援を行った。中華民国は大韓民国を「朝鮮半島における唯一の合法的な政府」として承認した最初の国であった。2010年代以降、台湾と韓国の関係は緊密化し、両国は文化交流を継続し、相互に訪問する観光客の数も大幅に増加した。韓国軍兵士が台湾の台北市で政治戦訓練を実施した。両国は強い外交関係を今もなお持っている。台北市は、ソウル市の最初の姉妹都市である。
1949年10月1日の中華人民共和国建国による中華民国政府遷台以降から、1988年まで韓国は本土の中華人民共和国（中国）を「中共」と呼称し、中国国民党の蔣介石総統と共に台湾に逃れた中華民国を「自由中国」若しくは「国中」と区別した。
しかし、1992年10月に北方外交を推進していた韓国の盧泰愚大統領が、台湾が明洞にある大使館を売ってしまうのではないかと疑い騙し討ち(事前通告一切無し)で中華人民共和国と国交を樹立し、駐韓大使館からも追いだしたことにより、「一つの中国論」に従って43年7カ月の間続いた両国の外交関係は絶たれることとなった。日本や米国が高官による事前説明をしてから、断交したこととは違っていたため、中華民国による韓国への怒りは激しさを増した。そのため、両国関係は非外交関係として、「新関係枠組み協定」の下で翌日1993年に再開させたが、航空便の再開は2004年まで12年かかっている。
2011年時点での韓国の対台湾輸出額は182億0596万米ドル、台湾の対韓輸出額は146億9358万米ドル。年々増加しており、2021年には対台湾輸出額は約200億米ドル、台湾の対韓輸出額は300億米ドルに達した。

## 歴史
1945年8月15日の大日本帝国のポツダム宣言受託による朝鮮解放後、朝鮮分割後の南朝鮮では、1945年9月8日に仁川に上陸したアメリカ軍によって朝鮮建国準備委員会（建準）が解体され、アメリカ軍政庁による占領統治が続いた。解放後の朝鮮半島には金九、金奎植ら中国の重慶に所在していた大韓民国臨時政府の要人が帰還している。
1948年5月10日には、国際連合管理下の南朝鮮単独で制憲議会の総選挙が実施され、李承晩初代大統領の執政下で第一共和国が成立した。大韓民国の建国の4ヵ月後に、中華民国は大韓民国を朝鮮半島における唯一の合法政府であることを認め、1949年1月4日にソウルの明洞に大使館を開設した。国連安全保障理事会は、決議82と83において韓国に対する朝鮮民主主義人民共和国（北朝鮮）の軍事行動を非難したが、当時常任理事国だった中華民国は両方の決議に支持票を投じた。
1950年6月25日に朝鮮戦争が勃発した際は、中華人民共和国が中国人民志願軍（抗美援朝義勇軍）を李承晩大統領の「北進統一論」に基づいた国連軍の38度線北上に対抗して北朝鮮側に派遣する一方で、中華民国は軍を朝鮮半島に派遣することは無かったものの、在韓の華僑学校の教員や生徒が心理戦要員として、中国人民志願軍兵士に投降を呼びかけるなどの役割を果たした。
その後も両国は、東西冷戦下において非常に緊密な関係を維持し、1975年に蔣介石総統が死去した際は、朴正煕大統領が総統死去への哀悼の意を表明する対国民特別談話を発表したほか、金鍾泌国務総理を弔問使節として台湾に派遣した。

### 北方外交による不意打ち断交までの流れ
だが、東西冷戦の終結が近づくにつれ、1988年2月25日に就任した盧泰愚大統領による北方外交が積極展開されるようになり、ソ連や中華人民共和国など共産主義国との関係改善に乗り出したことは、同時に韓国と台湾の関係悪化を招くことでもあった。
そして、台湾が明洞にある在韓大使館を韓国政府が中華人民共和国に引き渡す前に売ってしまうのではないかと疑っていたため、終盤まで韓国はしらを切っていた。
1992年5月に盧大統領は「新友を得るために旧友を捨てるようなことはしない」と言った。断交を数日前には在韓台湾大使に「韓中間の実質的進展（substantial progress）がある」と言質を与えた。しかし、盧大統領の内心は、任期内の韓中修交と9月末訪中に影響を及ぼすのではないだろうかという心労焦燥だけだった。日本や米国が高官を送って事前説明をしたこととは違っていた。中国でさえも同年7月中旬に、金日成に中韓国交樹立を説明していた。
台湾は断交を回避すべく韓国側と幾度なく交渉を行ってきたが、韓国側の答えは「断交などあり得ない」というものだったにもかかわらず、同年8月24日に韓国政府が中華人民共和国と国交を樹立することを発表すると、韓国は「一つの中国論」に基づいて台湾との断交に不意打ちで踏み切り、断交したその日のうちに駐韓中華民国大使館 (韓:주한 중국 대사관) の保有資産を中華人民共和国名義に変更した。韓国政府が終盤までしらを切っていた上で台湾へ不意打ちしたため、台湾人の対韓感情は著しく悪化し、暫くの間両国間の交流は途絶えることとなり、両国間の定期直航便も12年に亘って中断されることとなり、台湾から韓国へ向かう観光客の年間総数も、1992年には42万人だったのが、翌1993年には20万人にまで落ち込んだ。

### 両国間の航空路線復元以降
2004年9月に二国間航空協定が署名されたことで、2005年には54万人、2014年に100万人以上にまで及んだ。
しかし、1993年にはソウルに台湾代表部、2005年には釜山に事務処が開設され、徐々にではあるが産業・貿易分野での交流が活発になり始めている。また、2004年9月には両国間で定期航空路線が再開されることが発表された。
また、韓国政府は1991年に台湾のアジア太平洋経済協力（APEC）への加盟を仲介し、支援した。台湾の外務大臣はAPECに参加することができないが、経済・貿易担当大臣や任命された特使、企業代表者は、チャイニーズタイペイ名義で会合に参加することが可能である。
現在、韓国には約2万人の中華民国国籍を持った華僑が居住している。彼らのは大部分は、韓国で生まれたものの、親が中華民国国籍であるため、出生時に韓国国籍を与えられることは無い。彼らのうち、90%は山東省若しくは東北部にルーツを持つとされている。一方、2010年12月の時点で3,968人（在外国民 3,548人、市民権者 420人）の韓国人が台湾に居住している。
近年では、台湾を訪問する韓国人観光客が急増しており、交通部観光署の統計で2023年1-4月期の台湾を訪問する外国人観光客数で、非中華圏以外の国で韓国が初めて1位を記録した（それまで、長らく日本が1位であった）。2023年11月には、交通部観光署釜山事務所がソウル以外の地方に初めて開設された。